# Pastorada

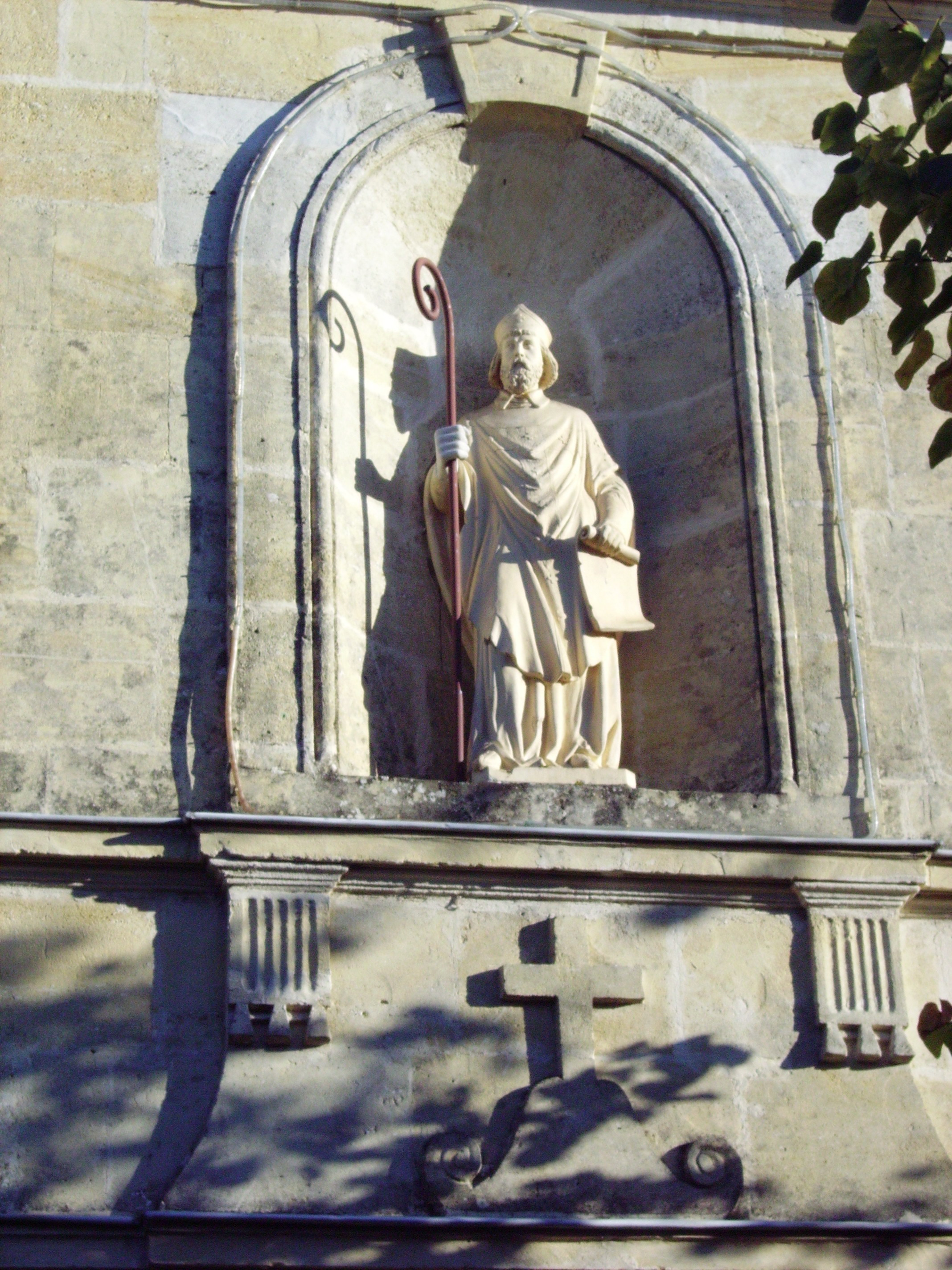
São Medardo, santo a quem se dirigem homenagens recitando as pastoradas em belas localidades, como Benabarre (Baixa Ribagorza, Huesca).

Uma pastorada é uma representação teatral popular da província de Huesca que se caracteriza por um diálogo em versos que se estabelece entre os dois personagens principais, que representam dois pastores transumantes (da maneira mais comum um mairal e um rapatán.') da montanha altoaragonesa.
Pastorada foi tipicamente representada como um grupo de churrascos em alguns municípios nos municípios de Plana de Uesca, Alto Galligo, Ribagorza, Litera, Balbastro Semontano, Cinca Meya, Baixa Cinca e Monegros. Embora, antes da Guerra Civil, ele ainda era comum, no atual, um só é representado regularmente na vila de Benavarre, na Baixa Ribagorza, onde se recuperou em 1953 desde que fossem proibidos toda a pós-guerra e constitui um dos atos centrais dos feriados e Yebra de Basa, em Alto Galligo, tem em 25 de junho, um grupo de Santa Orósia.

## Origens
As pastoradas têm uma origem religiosa, e eles recitam o evangelho para homenagear um santo, um santo comum ou padroeiro de um lugar, e é por isso que eles são um evento relacionado a festas patronais e geralmente representam - coincidem com ou do santo.
Parece que a origem seria uma canção votiva em favor do santo, a quem, em casos como no pastorado de Benavarre (São Medardo), a santa imagem é levada para o término da missa do empregador e é recitada diante de todo mundo. De acordo com o folclorista Ricardo del Arco (1888-1955), que estudou profundamente a pastoral de Benavarre, esta origem votiva determina que as partes imóveis de uma pastorada (para a introdução e demitido) são fixas, uma vez que são as únicas que vão especificamente dirigidas e são recitados ao santo.
Na sua forma clássica, os pastores são representados na presença das autoridades eclesiásticas e civis, classicamente o reitor e o alcaide. De acordo com algumas fontes, as primeiras pastoradas poderiam ter sido desenvolvidos no século XVI ou mais provavelmente ao longo do século XVII, mas não há exemplos documentados da pastoral de Besians, publicada em 1738, ou texto de uma pastorada mais antiga documental em Aragão.
Pastoradas poderiam ter parte da dança ou ter recitado, de forma tradicional, como um evento desaparecido. As pastoradas poderiam ser raiz de muitas das danças modernas.